# 요니 핏캐넨
요니 핏캐넨(핀란드어: Joni Pitkänen, 1983년 9월 19일~)은 핀란드의 은퇴한 아이스하키 선수이다. 고향 연고 팀인 오울룬 캐르패트에서 프로 선수 생활을 시작하였고, 2003년에 미국으로 건너가 내셔널 하키 리그(NHL)의 필라델피아 플라이어스에 입단하여 해외로 진출했다. 3시즌 동안 필라델피아에서 뛰면서 2004년에는 NHL 올루키팀의 일원으로 선정되었다. 2007년에 에드먼턴 오일러스로 이적하였고, 1시즌 만에 케롤라이나 허리케인스로 이적하여 5시즌 동안 활약했다. 이후 2013년에 부상을 이유로 선수 생활을 중단했다가 2016년에 자신의 첫 프로 팀인 캐르패트 소속으로 복귀하여 1시즌 동안 활동했다. NHL에서 활동하면서 정규 경기 535경기 출전했고, 282득점을 기록했다.
핀란드 대표팀의 일원으로 국제 대회에 참가했으며, 2004년 아이스하키 월드컵을 통해 처음으로 핀란드 국가대표로 발탁되었으나 경기에 출전하지는 못했다. 이후 2010년에 다시 국가대표로 발탁되어 2010년 동계 올림픽에 참가하여 동메달을 획득했다.